# Río Silvadillo
El río Silvadillo es un río del centro de la península ibérica perteneciente a la cuenca hidrográfica del Guadiana, que discurre por el sureste de la provincia de Cáceres (España).

## Curso
El río Silvadillo nace en la sierra de Guadalupe, en el término municipal de Cañamero. Discurre en sentido noroeste-sureste a lo largo de unos 26 km a través del término de Alía hasta su desembocadura en el embalse de Valdecaballeros, donde confluye con el río Guadalupejo. 